# Skæbnetræ
Skæbnetræ (Clerodendrum) er en lille planteslægt, der er udbredt i Afrika og Sydøstasien. Her nævnes kun de arter, som ses jævnligt i Danmark.
| Arter |

- Afrikansk skæbnetræ (Clerodendrum splendens)
- Almindelig skæbnetræ (Clerodendrum trichotomum)
- Blødende hjerte (Clerodendrum thomsoniae)
- Blåvinge (Clerodendrum ugandense)
- Bunges skæbnetræ (Clerodendrum bungei)